# أكرم ضياء العمري
أكرم ضياء أحمد العمري (ولد 1942 م) عالم ومؤرِّخ عراقي، دكتوراه في التاريخ الإسلامي وأستاذ التاريخ الإسلامي وعلوم الحديث. مُنح جائزة الملك فيصل العالمية في الدراسات الإسلامية لعام 1996 م،  أسس لفقه السيرة وإعادة كتابة السيرة والتاريخ وفق منهج المحدثين.

## مولده ونشأته
ولد الدكتور أكرم ضياء العمري في الموصل بشمال العراق في العام 1361 هـ / 1942 . انتقلت عائلته إلى بغداد فدرس الابتدائية في مدرسة المأمونية، وكان ميالا للمطالعة منذ الرابع الابتدائي وكان يذهب إلى المكتبة الوطنية في الباب المعظم ويجلس يطالع كتب كامل كيلاني والابراشي وسيد قطب،  ثم عادت عائلته بعد المرحلة الرابعة إلى الموصل واكمل الابتدائية في المدرسة الهاشمية الابتدائية. وانشأ جمعية بسيطة لمساعدة الفقراء من الطلبة في المدرسة وهو في المرحلة السادسة الابتدائية. في عام 1954 انتقل لدراسة المتوسطة في المتوسطة الغربية واشترك مع الطلبة في اعداد مسرحية والاشراف عليها.

### العائلة
من عائلة آل العمري من ذرية الخليفة عمر بن الخطاب وهي من العوائل العريقة في الموصل والده ضياء أحمد العمري كان ضابطاً في الجيش العثماني ثم في الجيش العراقي وعمل في سلك التعليم فترة ووالدته ربة بيت، وكان ضمن 9 إخوة وأخوات 6 أولاد أكبرهم تاج الدين العمري مؤلف لرواية صفحة من زوايا النسيان نشرت عام 1956 .
متزوج وله ابنان أكبرهما هيثم يعمل في الأعمال الحرة، والآخر صلاح يعمل مهندساً في شركة كيوتل للاتصالات، وله ثلاث بنات إيمان وسناء ونهى.

## دراسته
- درس الجامعية الأولية بكلية التربية في جامعة بغداد وتخرج فيها بشهادة البكالوريوس في عام 1963 .
- حصل على شهادة الماجستير في التاريخ الإسلامي من كلية الآداب جامعة بغداد في العام 1966 وكان موضوعها «طبقات خليفة بن خياط: دراسة وتحقيق»
- حصل على شهادة الدكتوراة في التاريخ الإسلامي من جامعة عين شمس بالقاهرة، كان موضوعها «موارد الخطيب البغدادي في تاريخ بغداد».

## وظائفه وأعماله
- قام بالتدريس بكلية الآداب في جامعة بغداد منذ العام 1966 ولعشر سنوات حتى أعير للجامعة الإسلامية بالمدينة المنورة.
- رأس قسم الدراسات العليا في الجامعة الإسلامية بالمدينة المنورة في الفترة من العام 1977 حتى العام 1983.
- رأس المجلس العلمي في الجامعة الإسلامية بالمدينة المنورة في الفترة من العام 1978 حتى العام 1983 .
- عمل أستاذا للتاريخ الإسلامي في الجامعة الإسلامية بالمدينة المنورة.
- عمل عضواً في مجلس مركز خدمة السنة والسيرة النبوية.
- عمل عضواً في المجلس العلمي بمجمع الملك فهد لطباعة المصحف الشريف.
- أشرف على أكثر من ستين أطروحة ورسالة للدكتوراه والماجستير خلال السنوات العشرين الماضية في الجامعات العربية وخاصة الجامعات السعودية كما ناقش عدداً كبيراً منها في تخصصات الحديث النبوي والتاريخ الإسلامي والتربية الإسلامية.
- ساهم في تقويم العديد من الأعمال العلمية لجامعات مختلفة، وكذلك في الترقيات العلمية للعديد من الأساتذة في الجامعات السعودية والعربية.
- عمل أستاذاً بكلية الشريعة والقانون في جامعة قطر 1995م.
- يعمل الآن عضوا بلجنة إحياء التراث الإسلامي والنشر العلمي بوزارة الأوقاف والشؤون الإسلامية في دولة قطر

## آثاره
المؤلفات
1. السيرة النبوية الصحيحة.
2. العنف في الحياة الزوجية.
3. الرسالة والرسول
4. المجتمع المدني في عصر النبوة
5. عصر الخلافة الراشدة
6. مرويات السيرة النبوية بين قواعد المحدثين وروايات الأخباريين.
7. استخدام الحاسب في العلوم الشرعية (بحث).
8. بحوث في تاريخ السنة المشرفة.
9. خليفة بن خياط: موارده وتحقيق ودراسة كتابه الطبقات (رسالة جامعية)
10. دراسات تاريخية مع تعليقة في منهج البحث وتحقيق المخطوطات
11. قيم المجتمع الإسلامي من منظور تاريخي
12. مجال استفادة العلوم الإسلامية من الكمبيوتر (بحث)
13. منهج النقد عند المحدثين مقارنا بالميثودولوجيا الغربية (بحث)
14. مواد الخطيب البغدادي في تاريخ بغداد (رسالة جامعية)
15. الاستشراق والقرآن

التحقيقات
1. كتاب المعرفة والتاريخ، صدر سنة 1974 عن مطبعة الإرشاد في بغداد.[5]
2. تاريخ خليفة بن خياط، صدر سنة 1977 عن دار القلم بدمشق ومؤسسة الرسالة ببيروت.[6]

## جوائز دولية
- مُنِح جائزة الملك فيصل العالمية لعام 1416هـ/1996م تقديراً لجهوده في مجال السِّيرة النبويَّة الشريفة؛ تأليفاً وتحقيقاً وتدريساً وإشرافاً، محاولاً تطبيق قواعد المحدِّثين في نقد الروايات. وقد تجلَّى ذلك في كتابه “السِّيرة النبويَّة الصّحيحة” الذي أبان في مقدمته عن منهجه في ذلك وطبقه مع عمق التحليل وسَلاسَة الأسلوب.[2]
- مُنِح بالاشتراك مع آخرين جائزة السلطان حسن البلقية العالمية لسنة 2000 م.[2]

## وصلات خارجية
- أكرم ضياء العمري على موقع أرشيف الشارخ.
- في مسيرة الحياة مع الدكتور أكرم ضياء العمري الحلقة الأولى من برنامج في مسيرة الحياة تقديم د. سلمان الظفيري
- في مسيرة الحياة مع الدكتور أكرم ضياء العمري الحلقة الثانية من برنامج في مسيرة الحياة تقديم د. سلمان الظفيري
- في مسيرة الحياة مع الدكتور أكرم العمري، الحلقة: الثالثة
- في مسيرة الحياة مع الدكتور أكرم العمري، الحلقة: الرابعة
- في مسيرة الحياة مع الدكتور أكرم العمري، الحلقة: الخامسة
- في مسيرة الحياة مع الدكتور أكرم العمري، الحلقة: الأخيرة